# Prefloração

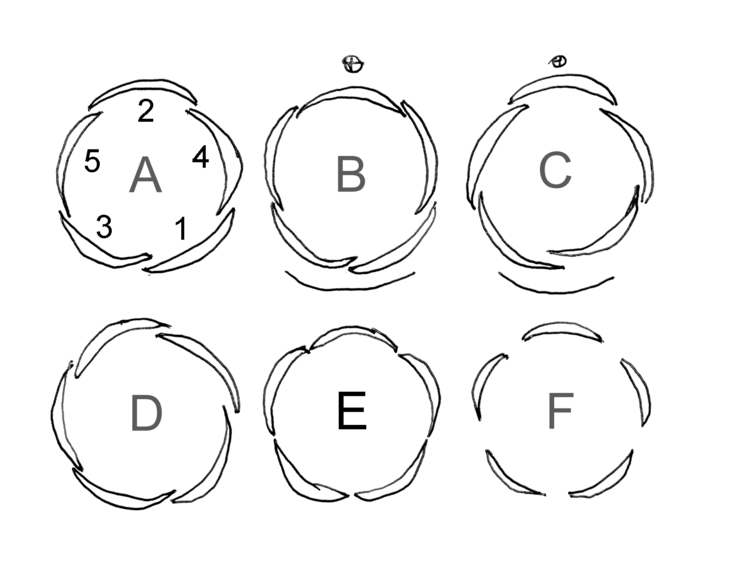
Principais tipos de prefloração (ou estivação) de sépalas e pétalas em botões florais. A: quincuncial; B: twisted, C: cochleate; D: contorted; E: valvate; F: open.

Prefloração ou estivação é a designação utilizada em morfologia vegetal para designar o arranjo posicional das partes que após a ântese compõem a flor durante o desnvolvimento do botão floral. O termo «estivação» é também utilizado para designar o período de latência dos seres vivos durante a fase mais desfavorável do ciclo anual. O termo semelhante, «prefoliação» é usado por vezes como sinónimo de «vernação».

## Galeria

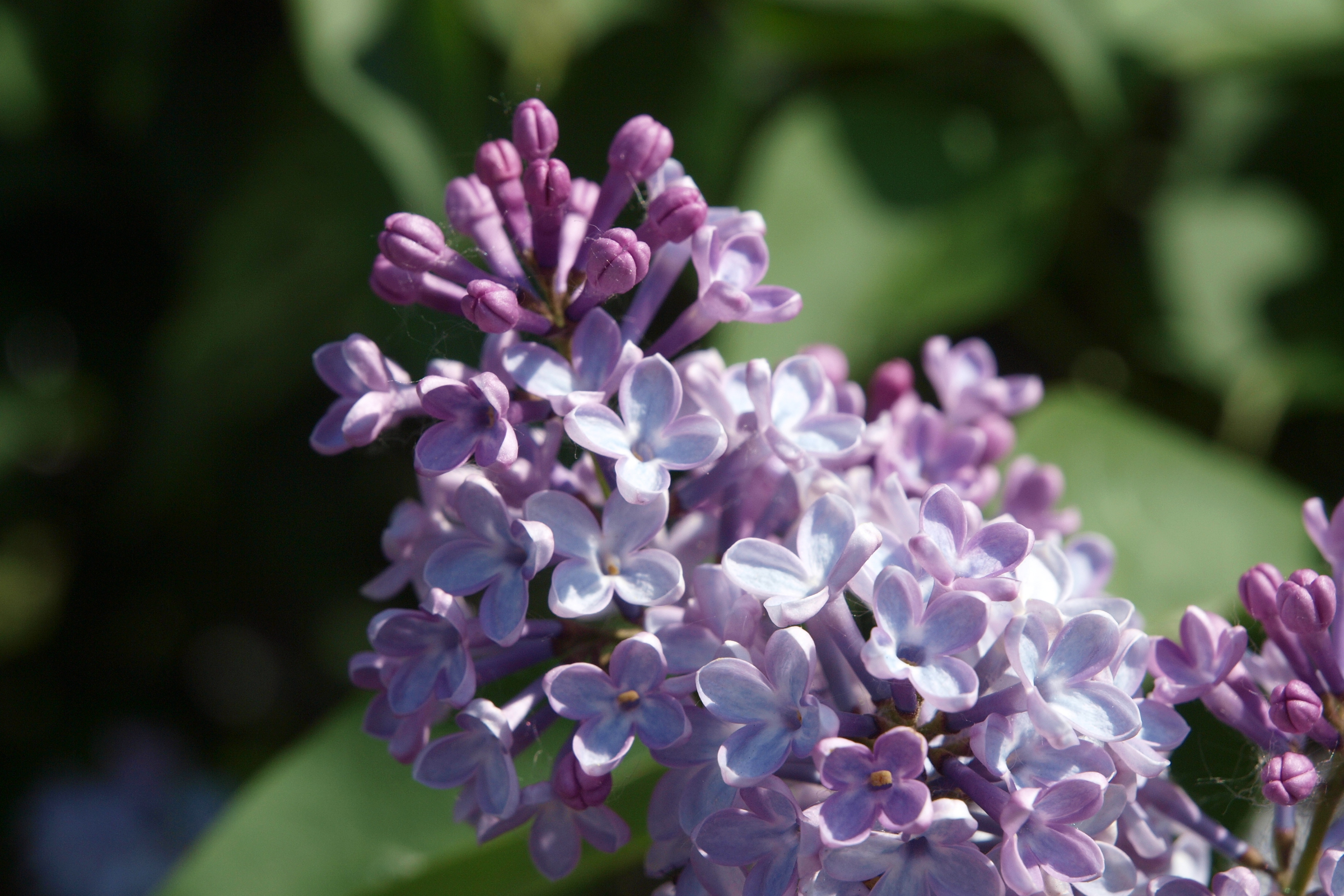
Lilac (Syringa vulgaris), valvate aestivation
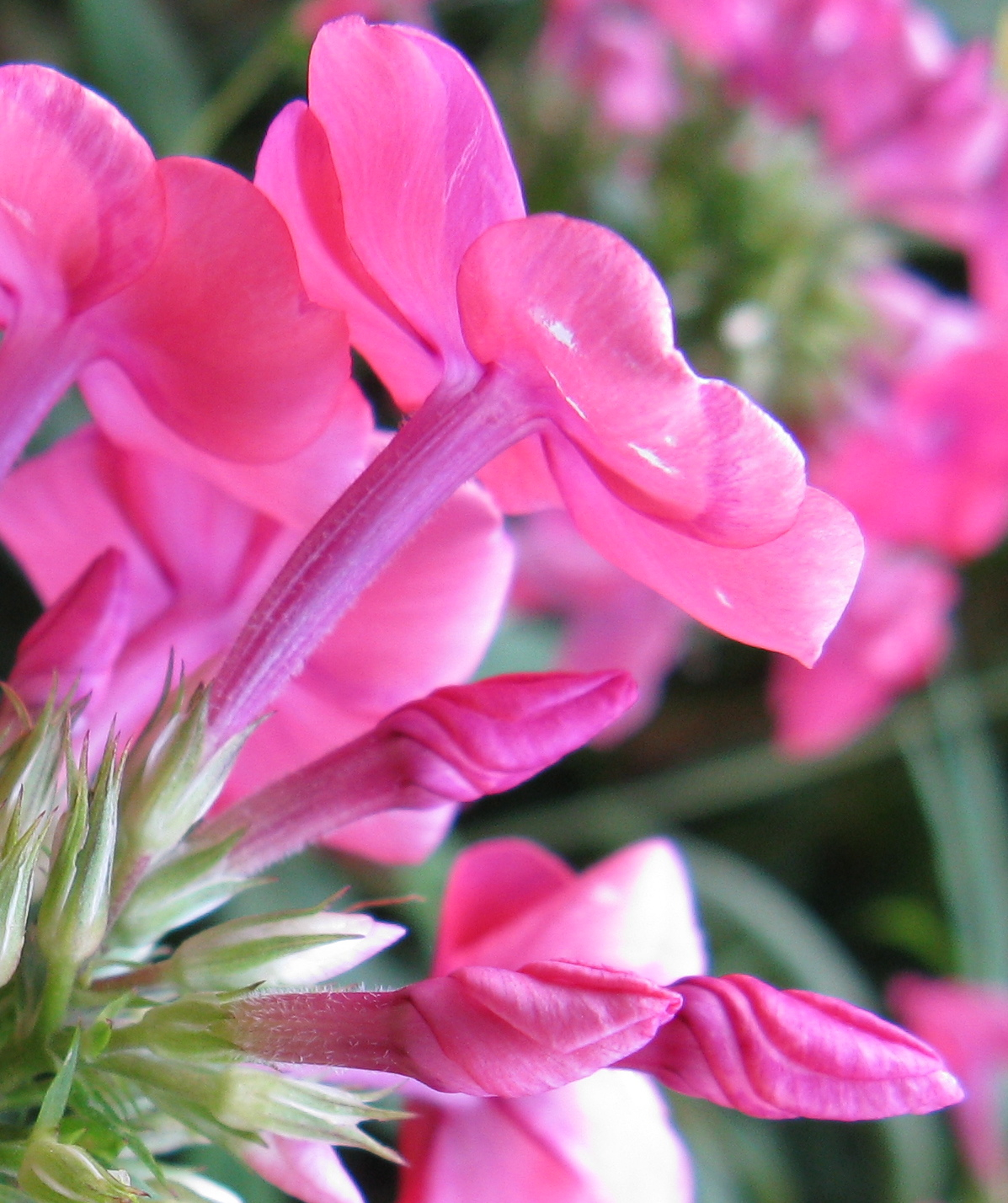
Phlox (Phlox paniculata), contorted aestivation
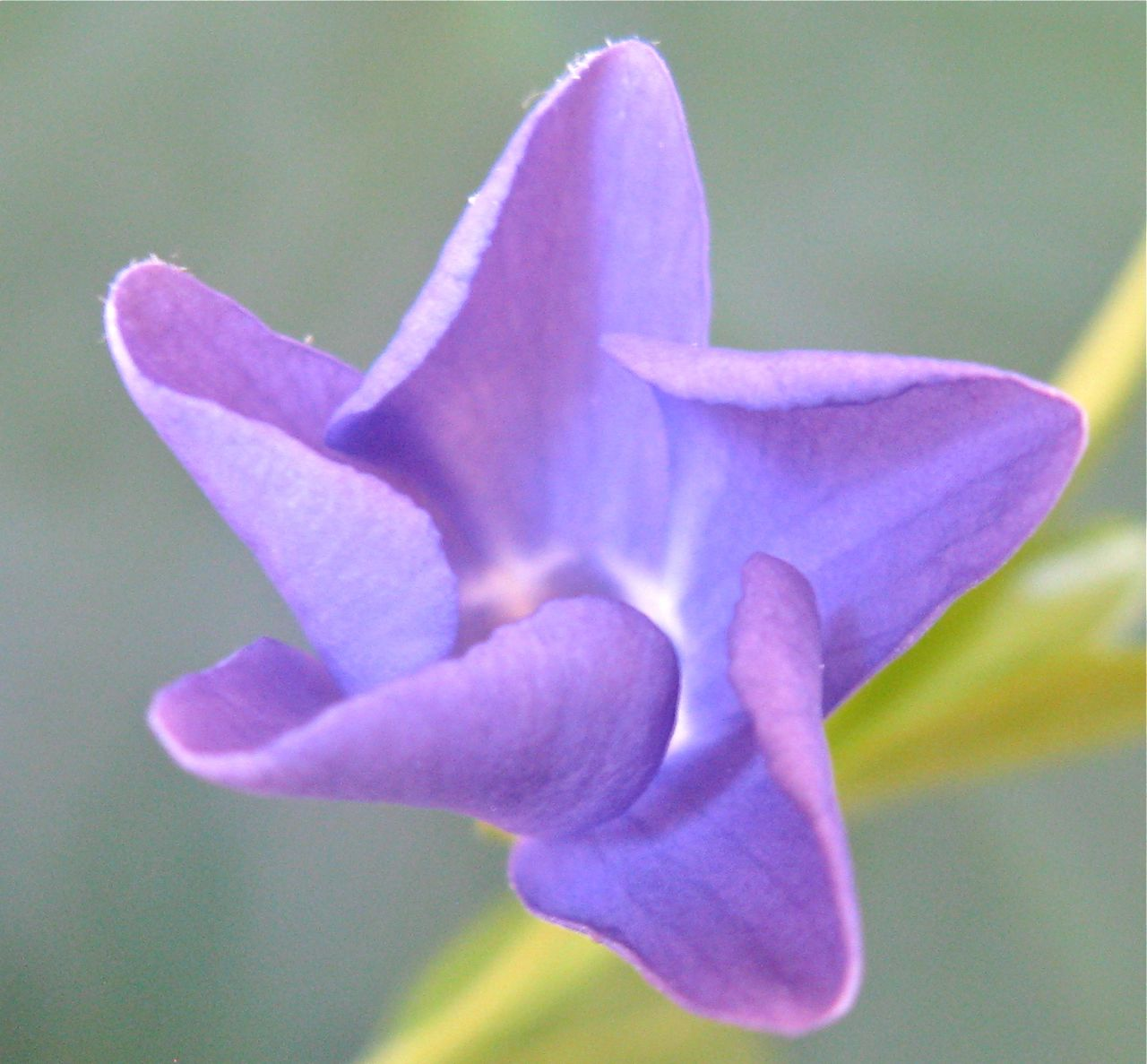
Vinca minor, contorted aestivation
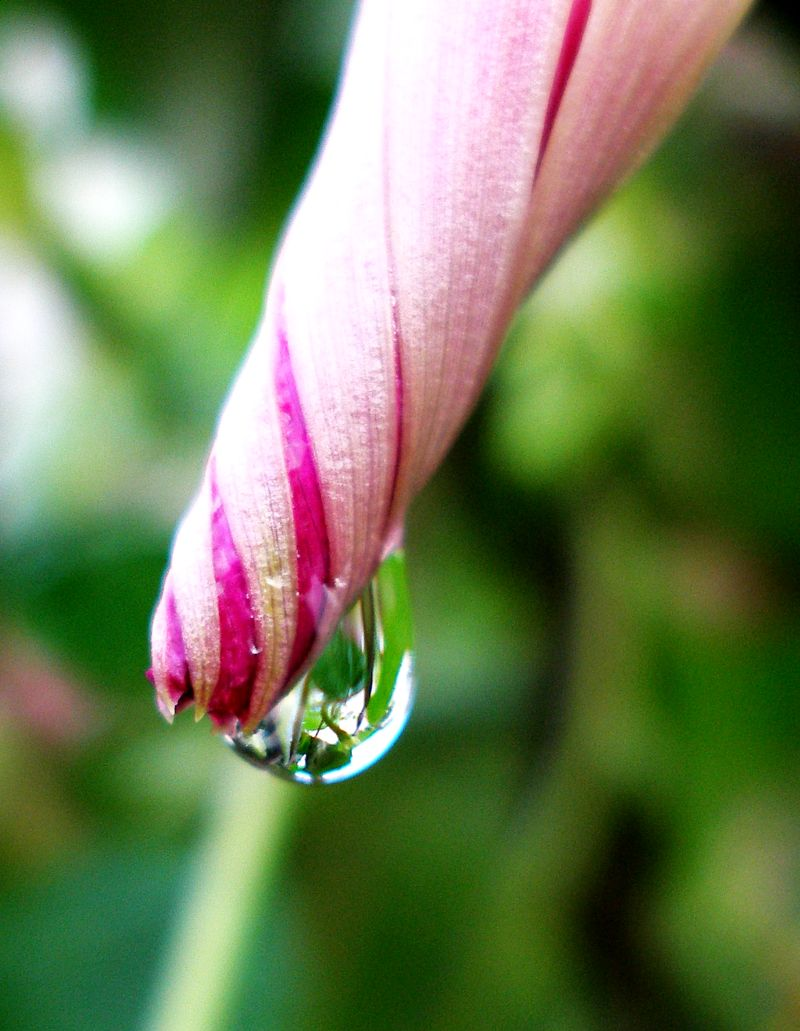
Ipomoea, contortiplicate aestivation
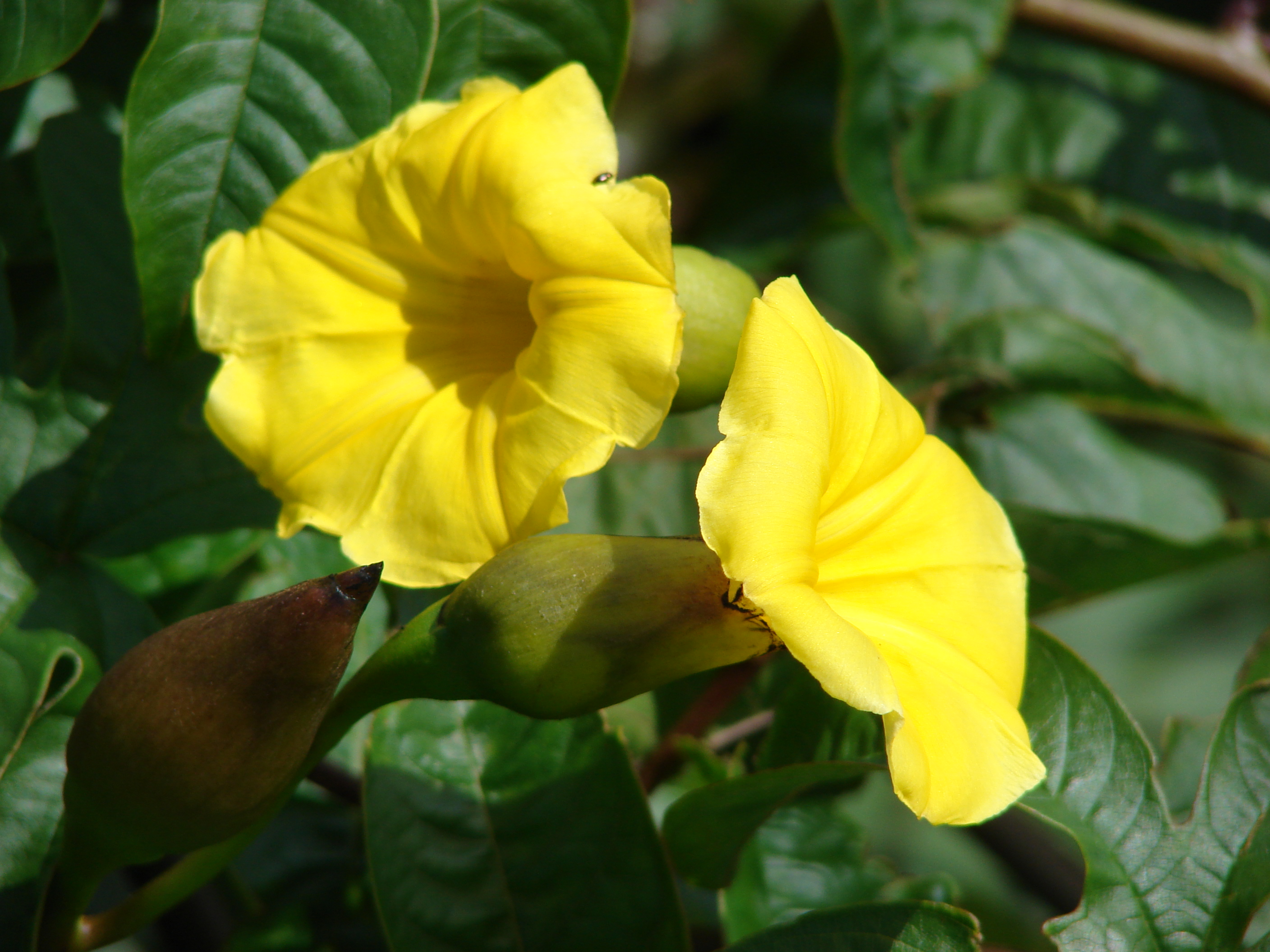
The corolla of Merremia tuberosa was contortiplicate in the bud.